# Cantonul Fontenay-le-Comte
Cantonul Fontenay-le-Comte este un canton din arondismentul Fontenay-le-Comte, departamentul Vendée, regiunea Pays de la Loire, Franța.

## Comune
- Auzay
- Chaix
- Fontaines
- Fontenay-le-Comte (reședință)
- Le Langon
- Longèves
- Montreuil
- L'Orbrie
- Pissotte
- Le Poiré-sur-Velluire
- Velluire